# Edward Borkowski
Edward Borkowski (ur. 15 listopada 1909 w Dzwińsku, zm. 5 listopada 1986 w Częstochowie) – polski lekarz dermatolog, radny miejski.

## Biogram
Był synem Adama i Leokadii z Misiunów, urodził się w 1909 roku w Dźwińsku. Uczył się w latach 1920–1928 w Gimnazjum im. Romualda Traugutta w Częstochowie (ob. liceum), w 1935 roku ukończył studia medyczne na Uniwersytecie Józefa Piłsudskiego w Warszawie. W latach 1935–1939 był pracownikiem naukowym tego uniwersytetu, specjalizował się w chorobach skórno-wenerycznych.
W czasie kampanii wrześniowej służył w Wojsku Polskim jako lekarz batalionu saperów. W latach 1939–1945 był lekarzem w Przychodni Skórno-Wenerycznej w Częstochowie, jednocześnie od roku akademickiego 1943/1944 prowadził zajęcia na Wydziale Lekarskim konspiracyjnego Uniwersytetu Ziem Zachodnich w Częstochowie.
W 1946 roku zorganizował oddział dermatologiczny miejskiego szpitala i od 1978 roku kierował nim jako ordynator. W latach 1959–1965 był kierownikiem częstochowskiego pogotowia ratunkowego.
Zmarł 5 listopada 1986 w Częstochowie, pochowany 25 kwietnia na Cmentarzu Kule w Częstochowie.

## Życie prywatne
Żonaty z Zofią Kozerską, miał troje dzieci (Andrzej, Witold, Piotr).

## Działalność społeczna
Działał w Polskim Towarzystwie Lekarskim jako członek Zarządu Głównego, był także aktywnym członkiem Towarzystwa Lekarskiego Częstochowskiego. W latach 1954–1962 był radnym Miejskiej Rady Narodowej. Organizował liczne konferencje naukowe oraz zajmował się pisaniem publikacji poświęconych historii częstochowskiej medycyny, był także współautorem "Zbioru zasad etyczno-deontologicznych Polskiego Towarzystwa Lekarskiego".

## Odznaczenia
- Krzyż Kawalerski Orderu Odrodzenia Polski
- Złoty Krzyż Zasługi